# Pia Tassinari
Pia Tassinari, nome d'arte di Domenica Tassinari (Modigliana, 15 settembre 1903 – Faenza, 15 maggio 1995), è stata un soprano e mezzosoprano italiano.

## Biografia
Allieva di Alessandro Vezzani a Bologna, debuttò come soprano nel 1927 a Casale Monferrato nel ruolo di Mimì de La bohème di Giacomo Puccini. Dal 1932 al 1937 cantò alla Scala, tornandovi nelle stagioni 1945-46. Fu all'Opera di Roma negli anni 1933-43 e 1951-52, e al Metropolitan di New York tra il 1947 e il 1948.
Nel 1941 sposò il tenore Ferruccio Tagliavini, che aveva incontrato nei concerti per le truppe durante la guerra, e con il quale cantò, tra l'altro, in Tosca, La bohème, Faust, Werther, L'amico Fritz e Manon.
Negli anni trenta fu considerata uno dei migliori soprani lirici italiani. In seguito, a causa del progressivo scurirsi della voce, iniziò ad esibirsi come mezzosoprano (inequivocabilmente dal '52), ottenendo particolare successo come Carmen e Carlotta.
Era prozia della senatrice Michela Montevecchi.

## Repertorio
| Ruolo                | Titolo                          | Autore       |
| -------------------- | ------------------------------- | ------------ |
| Margherita           | La dannazione di Faust          | Berlioz      |
| Carmen               | Carmen                          | Bizet        |
| Margherita           | Mefistofele                     | Boito        |
| Rosa                 | L'Arlesiana                     | Cilea        |
| Adriana Lecouvreur   | Adriana Lecouvreur              | Cilea        |
| Nancy                | Martha                          | Flotow       |
| Fedora Romazoff      | Fedora                          | Giordano     |
| Margherita           | Faust                           | Gounod       |
| Donna Rosaura        | Il finto Arlecchino             | Malipiero    |
| Santuzza             | Cavalleria rusticana            | Mascagni     |
| Suzel                | L'amico Fritz                   | Mascagni     |
| Iris                 | Iris                            | Mascagni     |
| Manon Lescaut        | Manon                           | Massenet     |
| Carlotta             | Werther                         | Massenet     |
| Elaisa               | Il giuramento                   | Mercadante   |
| Susanna              | Le nozze di Figaro              | Mozart       |
| Marina               | Boris Godunov                   | Musorgskij   |
| La Cecchina          | La Cecchina                     | Piccinni     |
| Mariola              | Fra Gherardo                    | Pizzetti     |
| Mimì                 | La bohème                       | Puccini      |
| Floria Tosca         | Tosca                           | Puccini      |
| Maria                | Maria Egiziaca                  | Respighi     |
| Signora Giulia       | Il vortice                      | Rossellini   |
| Dalila               | Sansone e Dalila                | Saint-Saëns  |
| Ulrica               | Un ballo in maschera            | Verdi        |
| Amneris Sacerdotessa | Aida                            | Verdi        |
| Desdemona            | Otello                          | Verdi        |
| Alice Ford           | Falstaff                        | Verdi        |
| Elisabeth            | Tannhäuser                      | Wagner       |
| Elsa di Brabante     | Lohengrin                       | Wagner       |
| Eva                  | I maestri cantori di Norimberga | Wagner       |
| Marina               | I quatro rusteghi               | Wolf-Ferrari |
| Rosaura              | Le donne curiose                | Wolf-Ferrari |
| Anna                 | I cavalieri di Ekebù            | Zandonai     |
| Lucia                | La farsa amorosa                | Zandonai     |